# Новоафонская пещера
Новоафо́нская пеще́ра (абх. Афон Ҿыцтәи аҳаԥы; груз. ახალი ათონის მღვიმე) — одна из крупнейших пещер в Абхазии, расположена на территории города Новый Афон, по которому и названа. Находится под склоном Иверской горы. Представляет собой огромную карстовую полость объёмом около 1 млн м³. Эксплуатируется республиканским унитарным предприятием «Комплекс Новоафонской пещеры» Министерства туризма Республики Абхазия.
Доступна для туристического посещения. К входу в пещеру проложена пещерная железная дорога — тоннель, эксплуатирующийся рельсовым подвижным составом.
Вблизи пещеры находится Новоафонский монастырь и храм Симона Кананита.

## История
Вход в пещеру обнаружил в 1961 году Гиви Смыр, который рассказал о своей находке спелеологам. 14 июля 1961 года штурмовая группа в составе: Зураба Тинтилозова (руководитель штурмового отряда), Гиви Смыра, Арсена Окроджанашвили, Бориса Гергедавы, преодолев каскад колодцев, на глубине 135 м впервые проникла в зал «Анакопия» (зал «Абхазия»). После этого были открыты и остальные залы пещеры. С 1975 года пещера открыта для посещения туристами.
Новоафонская пещера состоит из девяти залов, в шести из которых проводятся ежедневные экскурсии, один зал зарезервирован для научной работы. Первоначальные названия залов дважды изменялись на новые: перед открытием пещеры для экскурсий в 1975 году и после грузино-абхазской войны 1992—1993 годов. Названия залов, принятые ныне:
- зал «Анакопия» (в нём находятся два подземных озера: Анатолия и Голубое, ранее — зал «Абхазия» и зал «Апсны»);
- зал «Махаджиров» (ранее зал «Спелеологов», до этого квалифицировался как два разных зала — зал «Грузинских спелеологов» и зал «Исчезающего озера»);
- зал «Нартаа» (также зал «Нарта», здесь находится третье озеро, Безымянное, и грот «Олень», первоначально назывался зал «Звуков» с озером Жанелиусов и гротом «Оленёнок»);
- «Кораллитовая галерея» (включает первоначальный зал «Хризантем», «Гипсовый» грот и галерею «Каменных цветов»);
- зал «Спелеологов» (самый высокий зал, ранее зал «Апсар»);
- зал имени Гиви Смыра (также известен как зал «Сухум», первоначально — зал «Фантазия»);
- зал «Аюхаа» (ранее назывался галерея «Каньон» и галерея «Туфовых плотин»);
- зал «Апхярца» (абх. Апхярца — национальный 2-струнный смычковый музыкальный инструмент; ранее — зал «Иверия», он же — зал «Молодёжный»);
- зал «Апсны» (первоначально зал «Каскадов», потом назывался залом «Тбилиси»);
- Геликтитовый грот (и примыкающий к нему грот «Гуров»).

Экскурсионный маршрут включает залы «Анакопия», «Махаджиров», «Нартаа», «Кораллитовую галерею», залы «Аюхаа», «Апхярца» и «Апсны». В зале «Апхярца» иногда проводятся музыкальные концерты. Геликтитовый грот используется в научных целях.

## Интересные факты
- Первооткрыватель пещеры в 1961 году, Гиви Шалвович Смыр (1946—2016), с 2001 года являлся директором комплекса Новоафонских пещер.
- Самый большой зал пещеры — зал «Махаджиров». Его длина — 260 метров, высота — до 50 метров, ширина — до 75 метров. Однако такая длина получается лишь в том случае, если считать зал «Спелеологов» и зал «Исчезающего Озера» за один зал. Но и в этом случае, вопреки распространённому мнению, он не будет являться крупнейшим залом Абхазии. Это лишь третий по величине пещерный зал Абхазии (после «Тронного» зала в пещере Снежная (длина 309 м, ширина 110 м, высота 40 м) и зала «Икс» (также в пещере Снежная — 270 м на 70 м при высоте до 58 м)).
- Новоафонская пещера не является также крупнейшей пещерой Абхазии ни по длине, ни по объёму полости. По объёму она значительно уступает пещере Снежная, а по длине не входит даже в десятку длиннейших пещер Абхазии.
- Самый высокий зал пещеры — зал «Спелеологов», его высота достигает 97 метров.
- Самые красивые залы пещеры — Зал имени Гиви Смыр, «Анакопия», Геликтитовый грот и Кораллитовая галерея (галерея «Каменных цветов»).
- Одной из достопримечательностей зала «Анакопия» является озеро «Анатолия». Площадь озера 1000 м², глубина 26 м, температура воды 10 градусов Цельсия. Также в этом зале находится «Голубое озеро» размером 1250 м².
- В зале «Геликтитовый грот», зарезервированном для научных работ, находится большое количество натёчно-капельных образований — геликтитов. Рядом находится каменный водопад «Апсны», высота которого 20 метров, ширина — 6 метров (на фотографии).
- Новоафонская пещера имеет 4 входа, 3 из которых искусственные (в залах «Анакопия» и «Апсны» они входят к подземным железнодорожным станциям), а также специально пробитая из зала «Исчезающего озера» водоотводная галерея. Единственный естественный вход, через который первоначально и проникли в полость, можно увидеть в потолке зала «Анакопия». На поверхности этот выход примыкает к селу Эшера в виде глубокого провала.
- На территории пещеры происходит действие романа «Слепцы» Д. С. Ермакова из серии «Метро-2033».
- Эпизод в пещере из фильма «Приключения Тома Сойера и Гекльберри Финна», 1981 год, СССР.
- В честь пещеры в 1994 году назван один из кратеров на астероиде Ида, диаметром 0,8 км[5].

## Галерея
- Новоафонская пещера.
- Образование «Череп».
- Один из залов пещеры, мост длиной 150 метров, в одном из залов, высотой от 10 метров.